# Fanny Valette

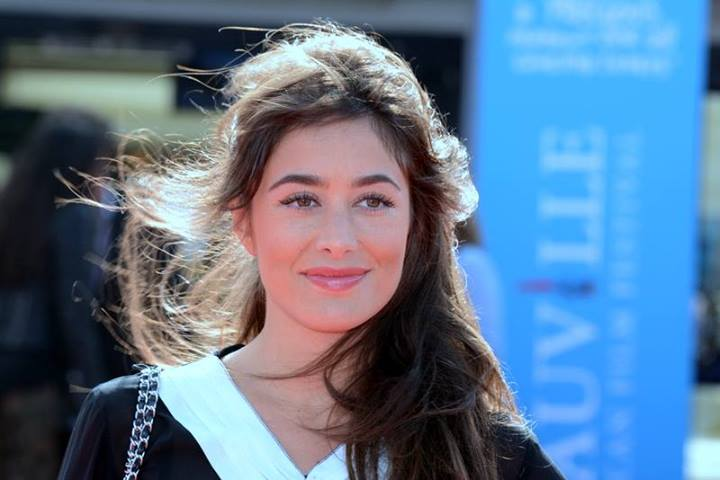
Fanny Valette (2013)

Fanny Valette (* 4. Juli 1986 in Arles, Provence-Alpes-Côte d’Azur) ist eine französische Schauspielerin. Sie gilt als eine sehr talentierte Nachwuchsschauspielerin und wurde für ihre Hauptrolle in dem Film Mein kleines Jerusalem im Jahr 2006 für den César in der Kategorie „Beste Nachwuchsschauspielerin“ nominiert. Im selben Jahr wurde sie auf der Berlinale 2006 mit dem europäischen Filmpreis Shooting Star ausgezeichnet.

## Filmografie (Auswahl)
- 1995: Une famille pour deux (Fernsehserie)
- 1997: La Famille Sapajou (TV)
- 1997: Les Filles du maître de chai (TV)
- 1998: Les Rives du paradis (TV)
- 1998: Un mois de réflexion, von Serge Moati (TV)
- 1998: Tous les papas ne font pas pipi debout (TV)
- 1999: Le fils du Français, von Gérard Lauzier
- 2002: Justice de femme (TV)
- 2003: Marylin et ses enfants (TV)
- 2005: Mein kleines Jerusalem (La petite Jérusalem)
- 2006: Tapetenwechsel (Changement d’adresse)
- 2007: Molière
- 2008: Lady Moleskine
- 2008: Sur ta joue ennemie
- 2009: Finde mich in New York (Une aventure New-Yorkaise)
- 2009: High Lane – Schau nicht nach unten! (Vertige)
- 2009: La loi de Murphy
- 2010: Le pas Petit Poucet (TV)
- 2010: Je ne vous oublierai jamais
- 2010: Sable noir (TV, Folge 2x02)
- 2011: L'épervier (TV, 6 Folgen)
- 2012: Fils unique
- 2012: La traversée
- 2014: La main passe (TV)
- 2014–2017: Engrenages (TV, 12 Folgen)
- 2015: A Love You
- 2015: Templeton (TV, 10 Folgen)
- 2015: Une chance de trop (TV, 6 Folgen)
- 2015: Night Fare – Bezahl mit deinem Leben (Night Fare)
- 2017: Monsieur Pierre geht online (Un profil pour deux)
- 2017: Passade
- 2022: Alex Hugo (TV, Folge 7x04)